# بحيرة كروك
بحيرة كروك هي بحيرة جليدية غير منتظمة الشكل على بعد حوالي 4 أميال بحرية (7 كم) في الجزء الجنوبي الشرقي من تلال فيستفولد في برينز إليزابيث لاند في أنتاركتيكا. تم رسم خرائط جزئية للبحيرة من قبل رسامي خرائط نرويجيين من صور جوية التقطتها رحلة لارس كريستنسن (1936-1937) واسمها «كروكفاتنيت» (البحيرة المعوجة). تم تخطيطها بالكامل من قبل البعثات الأسترالية الوطنية للبحوث في القطب الجنوبي، وذلك باستخدام الصور الجوية التي تم التقاطها في 1957-1958.